# Диалог в темноте
Диалог в темноте (англ. Dialogue in the Dark, англ. DITD) — музей, выставка, тренинг и франшиза компании Dialogue Social Enterprise GmbH, позволяющие преодолеть общественные барьеры между видящими и незрячими людьми, а также раскрыть в первых возможности, которые используют слабовидящие и слепые люди в своей повседневной жизни.
Директора музея во Франкфурте-на-Майне Матиас Шефер (нем. Matthias Schäfer).

## История
Идея проекта «Диалог в темноте» родилась у Андреаса Хайнеке после поразившего его сотрудничества со слепым журналистом и последующей многолетней работы во Франкфуртской Ассоциации слепых (нем. Stiftung Blindenanstalt), где он пришёл к выводу, что главная цель должна состоять не в «служении» слабовидящим, которые и так ведут полнокровный образ жизни, а в разрушении барьеров между незрячими и остальным обществом, способствовать тому, чтобы видящие не боялись и не сторонились слепых.
Первоначальная идея вылилась в выставку в Гамбурге, открытую в 1988 году, где посетители в абсолютной темноте попадали в различные повседневные ситуации и учились преодолевать их под руководством слепых тренеров.
В формате выставки «Диалог в темноте» объехал практически все страны.
В 2000 году на базе выставки «Диалог в темноте» в Гамбурге была создана ассоциация Dialogue in the Dark for the Promotion of Social Creativity, а 2005 году Хайнеке основал «Музей диалога» (нем. Dialogmuseum GmbH) во Франкфурте на постоянной основе.
Первоначально предполагалось, что музей просуществует пять лет, однако проект оказался бессрочным.
Музей во Франкфурте обслуживает 34 человека, четырнадцать из них незрячие или слабовидящие.
Кроме того, к ним на помощь приходит множество людей, в основном молодёжь.
70 % затрат на зарплату «Музея диалога» изначально финансировались государством, однако к 2013 году дотации уменьшились до 30 %.
В 2008 году Андреас Хайнеке и его жена Орна Коэн объединили все свои проекты, включая «Диалог в темноте» в компании Dialogue Social Enterprise GmbH.
Тогда же началась реализовываться идея бизнес-тренингов и распространения франшизы на них.

## «Диалог в темноте» в России
Франшизу на тренинговую программу проекта «Диалог в темноте» в России приобрёл в начале 2010-х годов бывший топ-менеджер Siemens Тобиас Райзнер и запустил их в марте 2012 года в Москве.
В российской версии в ходе двухчасового тренинга в абсолютно тёмной комнате слепые тренеры ставят перед участником разные командные задачи, на выполнение каждой выделено строго определённое время.
Участие в тренинге в России стоило на 2014 год 120 000 рублей для группы до 24 человек.
По признанию руководителя проекта Екатерины Виленкиной, клиентов найти было сложно.
Тем не менее, по её словам, за три года предложением воспользовалось около 150 компаний.

## Показатели
Проект «Диалог в темноте», предоставил высоквалифицированную работу и возможность более чем 4 тысячам слепых людей из более чем 130 городов в 19 странах продемонстрировать свои таланты и навыки.
Подавляюще большинство сотрудников проекта никогда не имели официальной работы ранее, а 40 % из них позже перешли в «нормальные» компании в частном и государственном секторе.
Всего проект «Диалог в темноте» к 2013 году позволил 6 млн человек в 150 городах в 25 странах приобрести опыт бытия без зрения.
Только музей во Франкфурте в 2012 году посетило 86 тысяч человек.